# Ойжень (гмина)
Ойжень (пол. Ojrzeń) — сельская гмина (волость) в Польше, входит как административная единица в Цеханувский повет, Мазовецкое воеводство. Население — 4420 человек (на 2004 год).

## Демография
| Перепись                       | Всего   | Всего | Женщины | Женщины | Мужчины | Мужчины |
| ------------------------------ | ------- | ----- | ------- | ------- | ------- | ------- |
| Единицы                        | человек | %     | человек | %       | человек | %       |
| Население                      | 4420    | 100   | 2162    | 48,9    | 2258    | 51,1    |
| Плотность населения (чел./км²) | 35,9    | 35,9  | 17,6    | 17,6    | 18,3    | 18,3    |

## Соседние гмины
1. Гмина Цеханув
2. Гмина Глиноецк
3. Гмина Сохоцин
4. Гмина Соньск